# Alexander Bassano

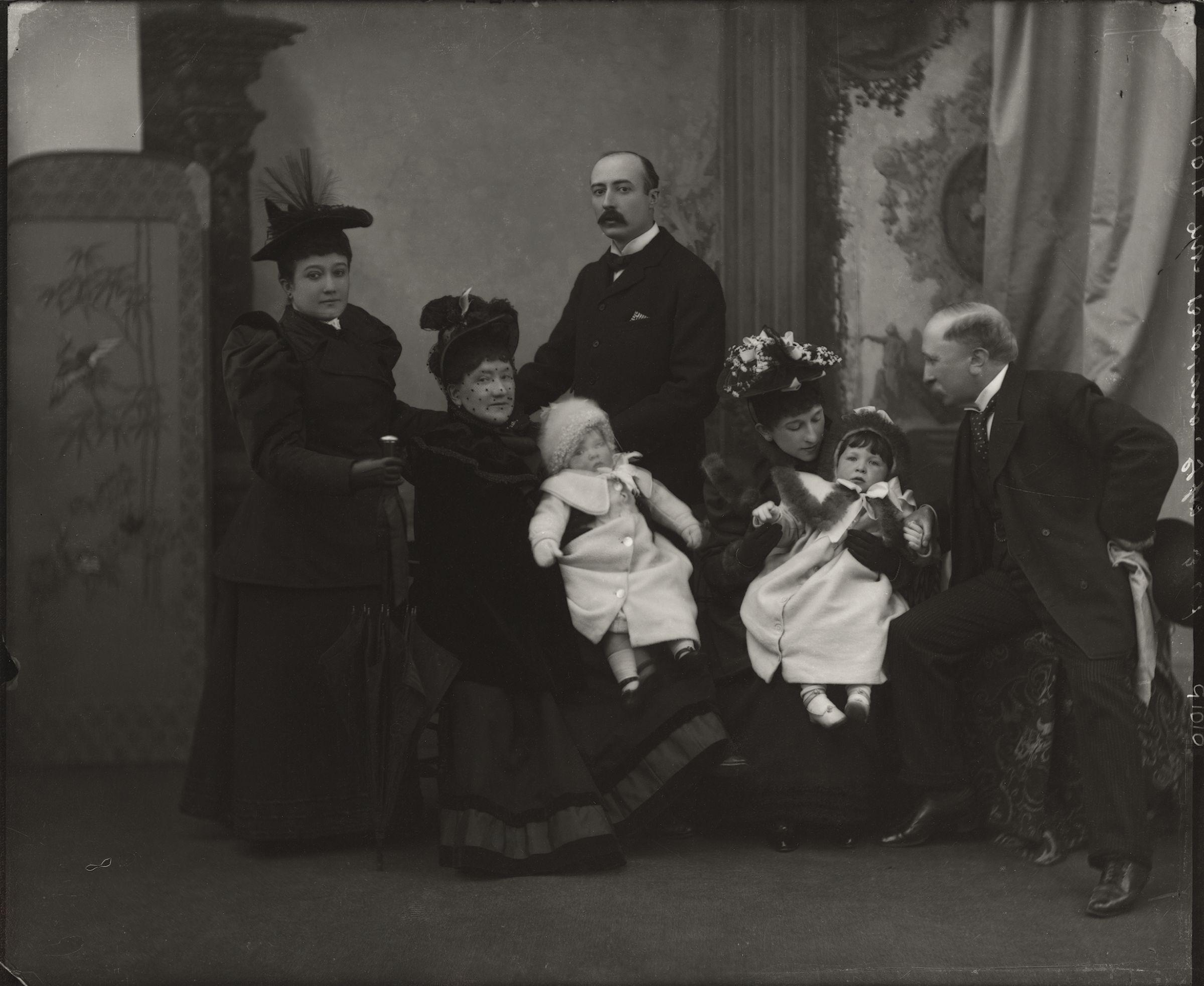
Bassanova rodina

Alexander Bassano (10. května 1829 Londýn – 21. října 1913 tamtéž) byl přední portrétní a dvorní fotograf v období viktoriánského Londýna. Jeho nejznámější fotka byla z armádního náborového plakátu během první světové války, na které Horatio Kitchener vyzývá Lord Kitchener Wants You.

## Život
Alessandro Bassano byl druhým nejmladším dítětem Itala Clementa Bassana, původně obchodníka s rybami na ulici Cranbourne Street, později obchodníka s olejem a skladníka z Jermyn Street v Londýně a jeho anglické ženy Elizabeth Browneové. Později si své jméno poangličtil na Alexander.
V roce 1850 se oženil s Adelaidou (roz. Lancaster). Spolu měli syna Clementa George Alexandra, a dvě dcery, které se jmenovaly: Adelaide Fanny Louise a Camilla Teresa.
Jeho sestra Louisa Bassano byla známá zpěvačka a učitelka.

## Dílo
Bassano absolvoval první umělecké lekce s umělci Augustem Eggem a Williamem Beverleym. Svůj první fotografický ateliér otevřel v roce 1850 na Regent Street. Studio se pak přestěhovalo do Piccadilly (1859–1863), na Pall Mall a pak na Old Bond Street č.p. 25 v roce 1877. Bassano měl také studio na King's Road čp. 132, Brighton v letech 1893 - 1899.
Bassano měl také studia na: Regent Street 122 (1862–1876), Piccadilly 72 (1870–1881); Old Bond Street 25 (1878–1903); Oxford Street 182 (1889), Pall Mall 42 (1891–1892); Alpha Road 18 (1892–1896). Na Regent Street 122 měl také společnost s názvem „Bassano and Davis“ (v roce 1866), firmu s názvem „Bassano Limited“ na Old Bond Street 25 (roku 1906) a „Bassano's Studio's Ltd.“ tamtéž (1904–05). National Portrait Gallery, vlastník velkého množství Bassanových fotografií, uvádí, že Bassanova firma na Old Bond Street existovala v období 1876–1921.
Studio na Old Bond Street bylo vyzdobeno uhlotiskovými fotografickými tisky a sádrovými bustami a bylo dost velké na to, aby v něm mohlo být skoro 25 metrů velké panoramatické malované pozadí se zobrazenými scénami namontované na kolečkách, a který poskytovalo řadu venkovních scén nebo oficiálních pozadí. Pořídil portréty Williama Gladstona a dokonce královny Viktorie.
Bassanova hlava Horatia Kitchenera tvořila základ náborového plakátu během první světové války Vaše země vás potřebuje (Your Country Needs You). Bassano opustil práci ve studiu kolem roku 1903, kdy areál prošel rozsáhlou rekonstrukcí a byl obnoven jako „Bassano Ltd., Court Photographers“.
Ateliér se opět stěhoval v roce 1921 a o velkém stěhování se psalo v článku magazínu Lady's Pictorial. Článek popisoval asi milión negativů, všechny systematicky očíslované, která musely být přesunuty ze sklepů v areálu na nové místo na Dover Street 38. Společnost se pak v roce 1964 přejmenovala na „Bassano and Vandyk“. V následujícím roce (někdy se uvádí rok 1963) firma pohltila studio Elliott & Fry, které fungovalo na Baker Street jedno století – od roku 1863. V roce 1977 se společnost zařadila mezi „průmyslovou fotografii“ („Industrial Photographic“), tentokrát na Moreton Street 35 v jihozápadním Londýně.
Mnoho skleněných desek z Bassanových ateliérů, včetně některých přímo od Alexandra Bassana, jsou v majetku National Portrait Gallery v Londýně. Londýnské muzeum drží velké množství desek s tématem módy.
National Portrait Gallery uspořádala v roce 2013 výstavu jeho děl Alexander Bassano: Victorian Photographer jako uctění výročí jeho smrti.

## Galerie

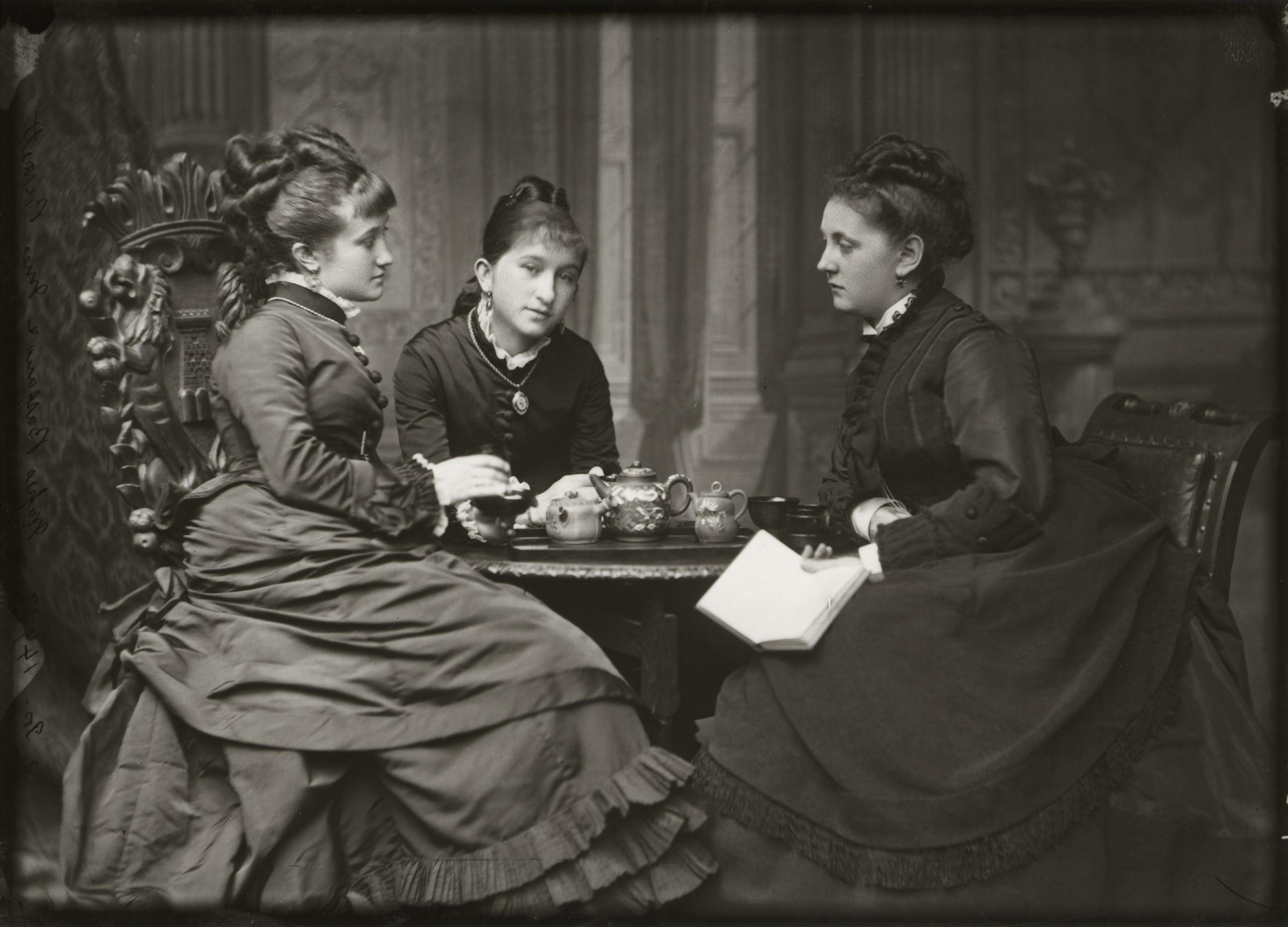
Adelaide Fanny Louise Barber (roz. Bassano); Camilla Teresa Serjeant (roz. Bassano); Miss Barnett
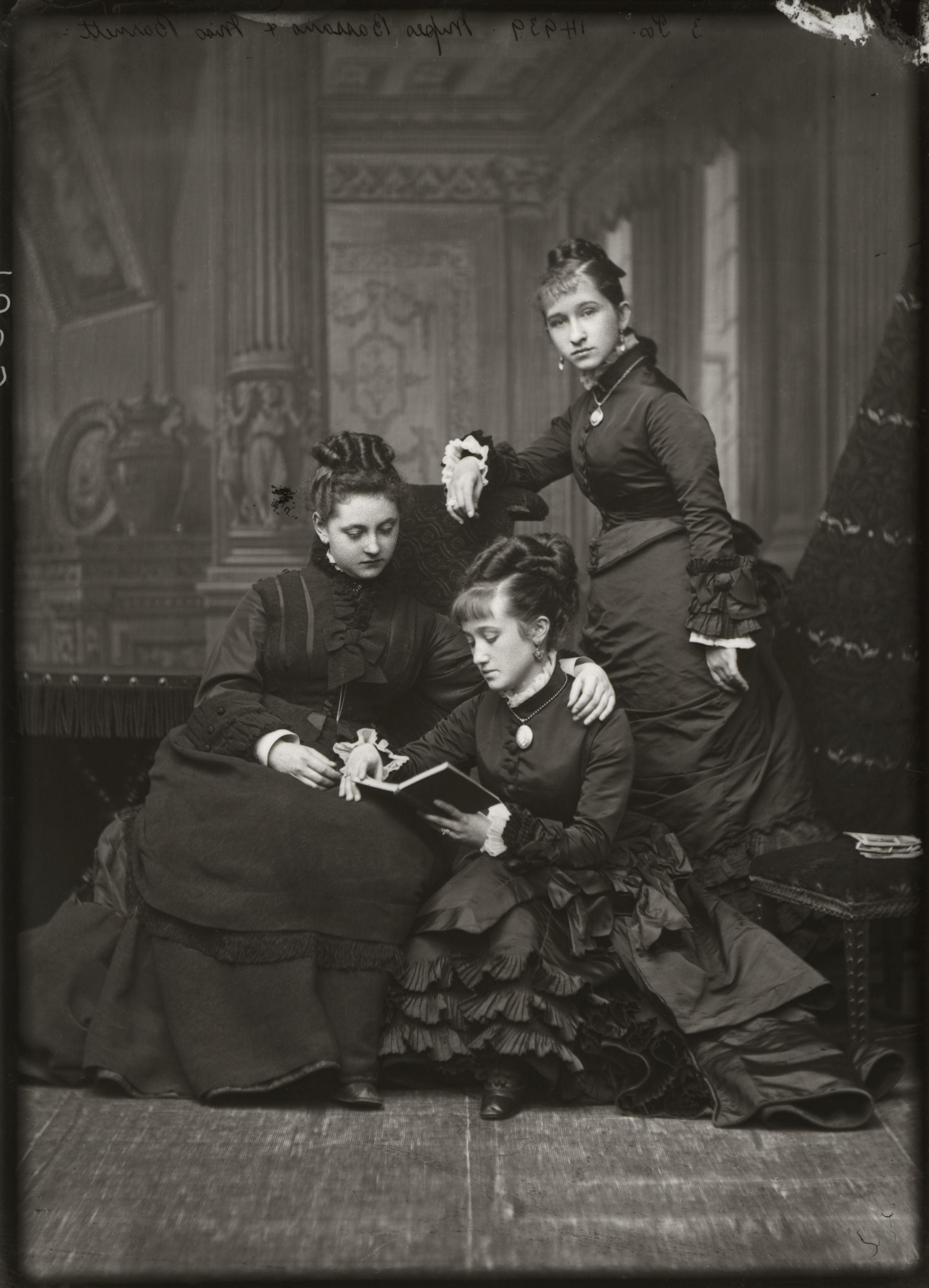
Miss Barnett; Adelaide Fanny Louise Barber (roz. Bassano); Camilla Teresa Serjeant (roz. Bassano)
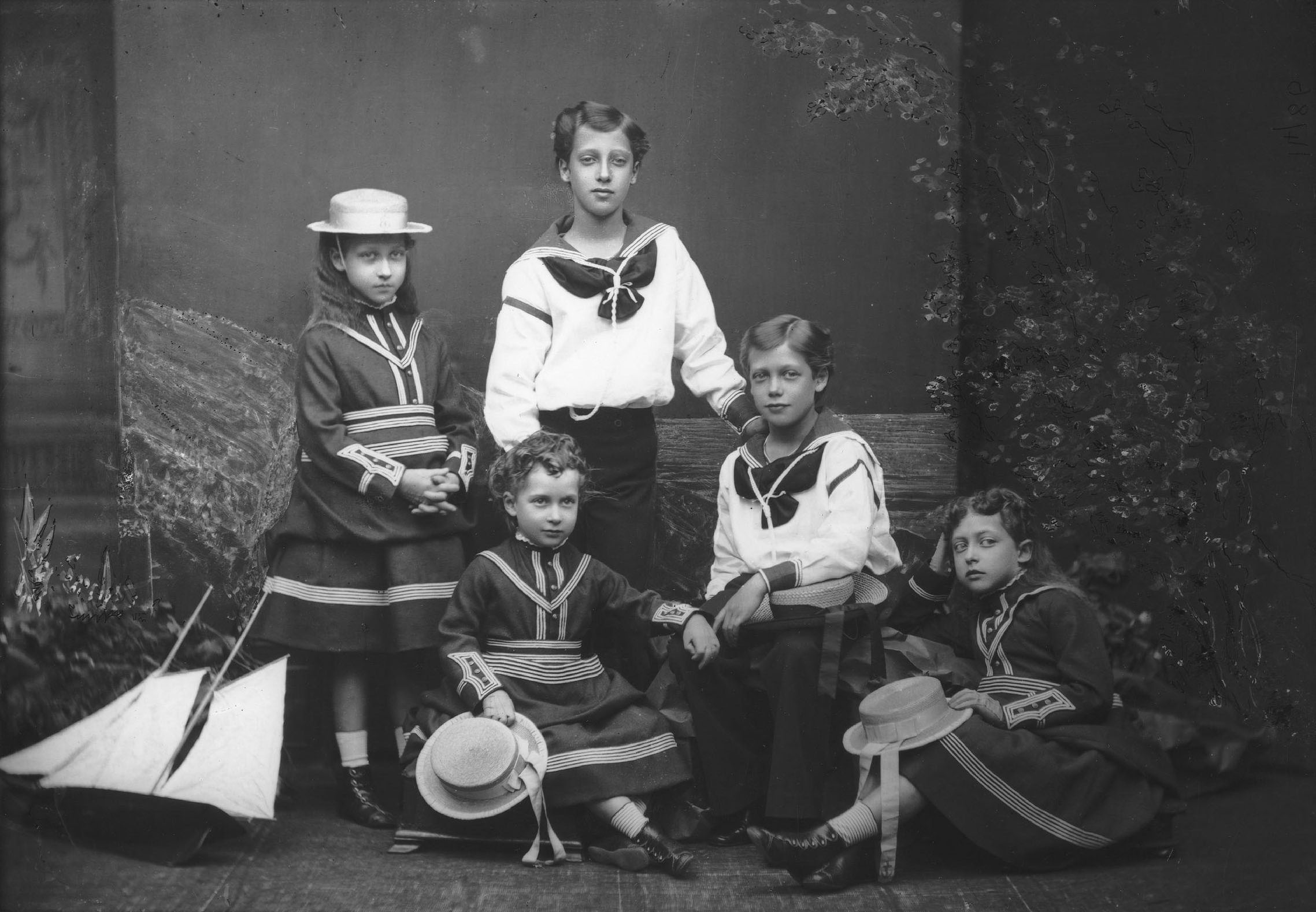
Královská rodina
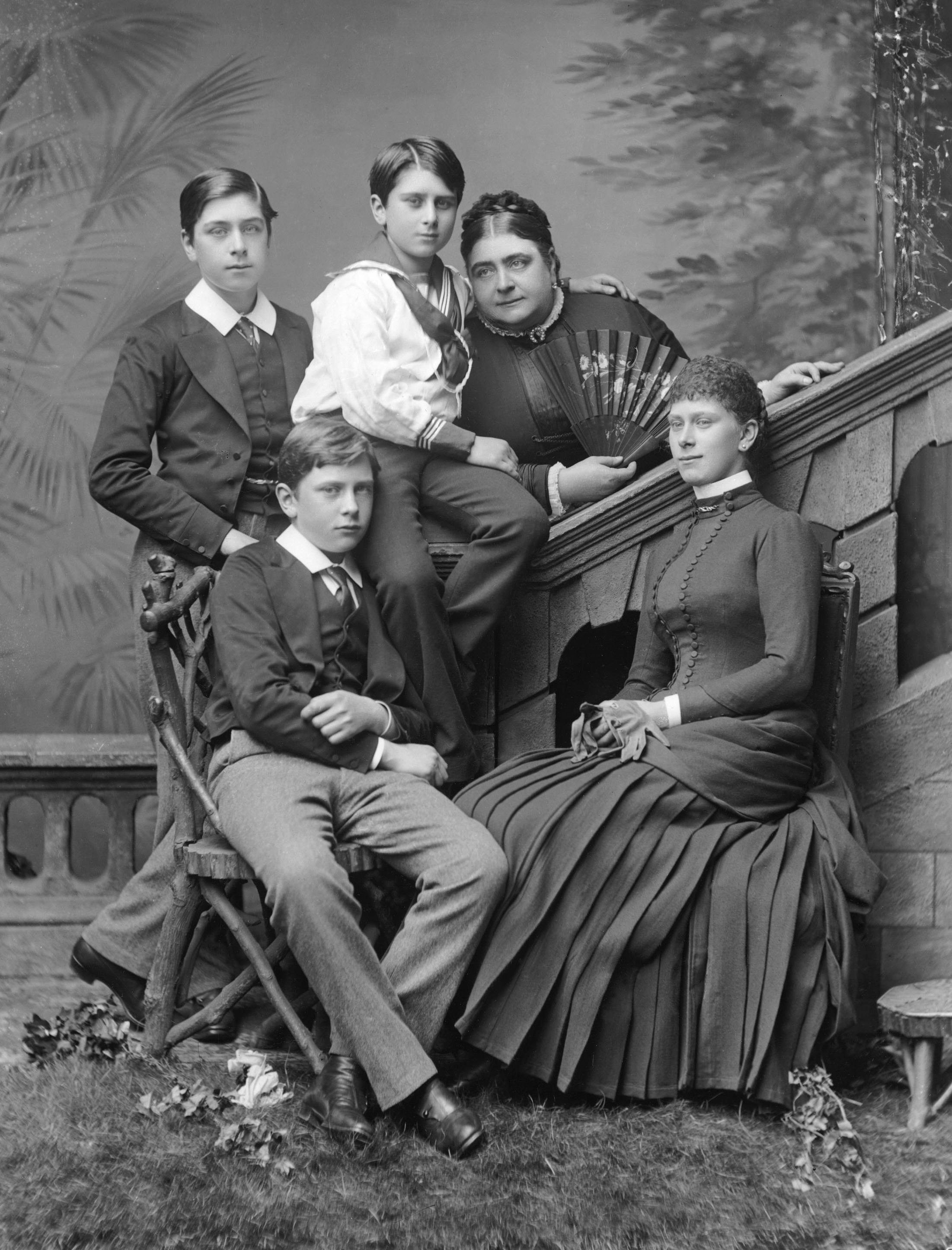
Queen Mary se svou matkou a bratry
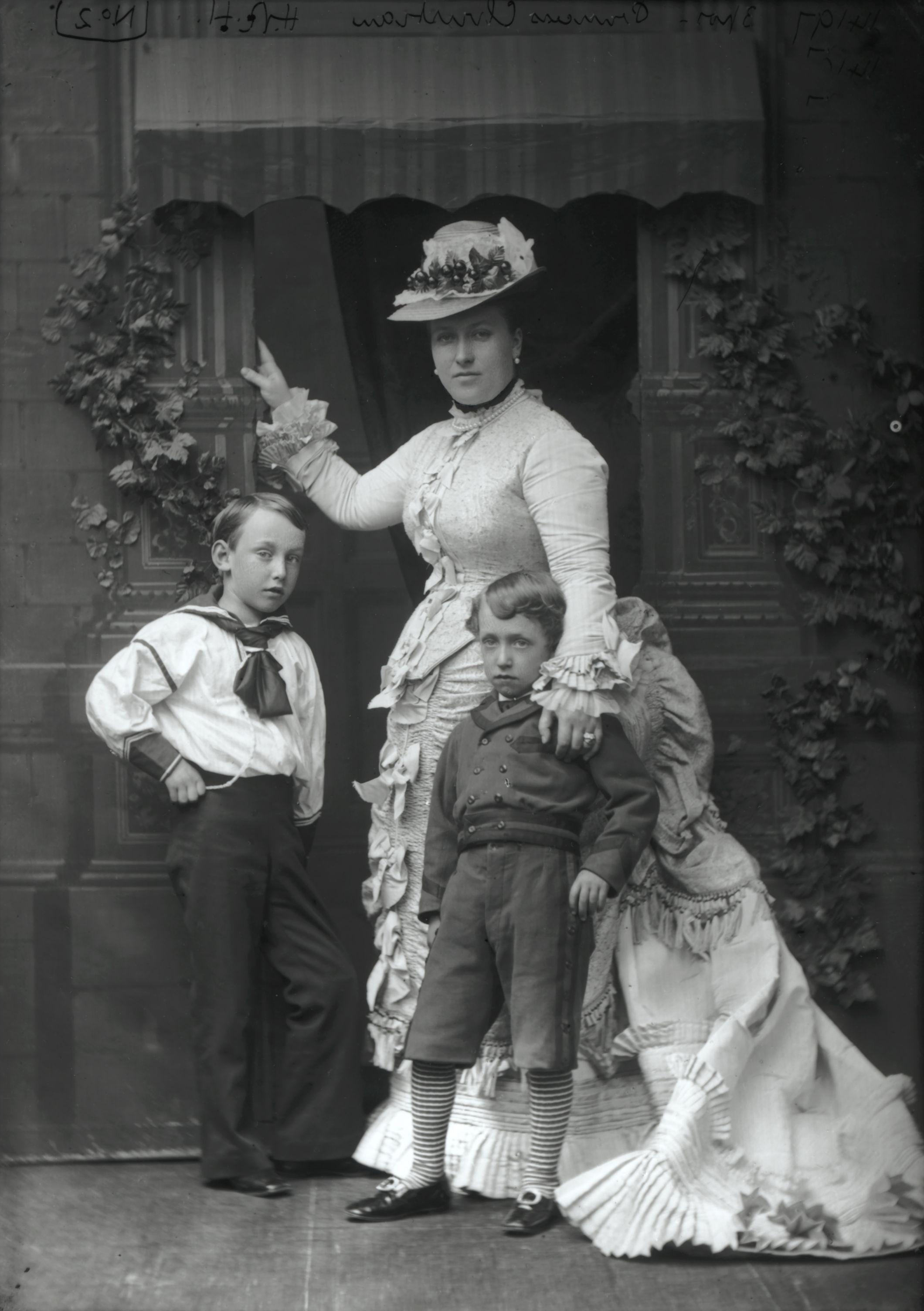
Princezna Helena Augusta Victoria of Schleswig-Holstein se svými dvěma nejstaršími dětmi
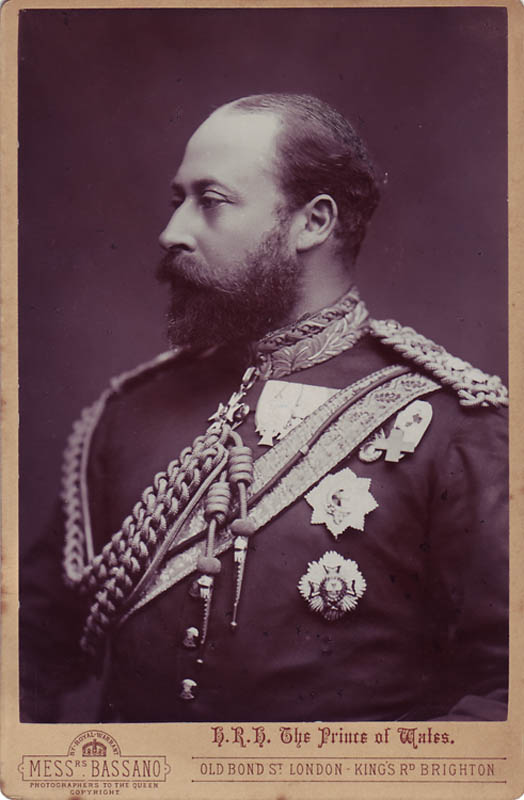
Eduard, Prince of Wales, později král Eduard VIII.
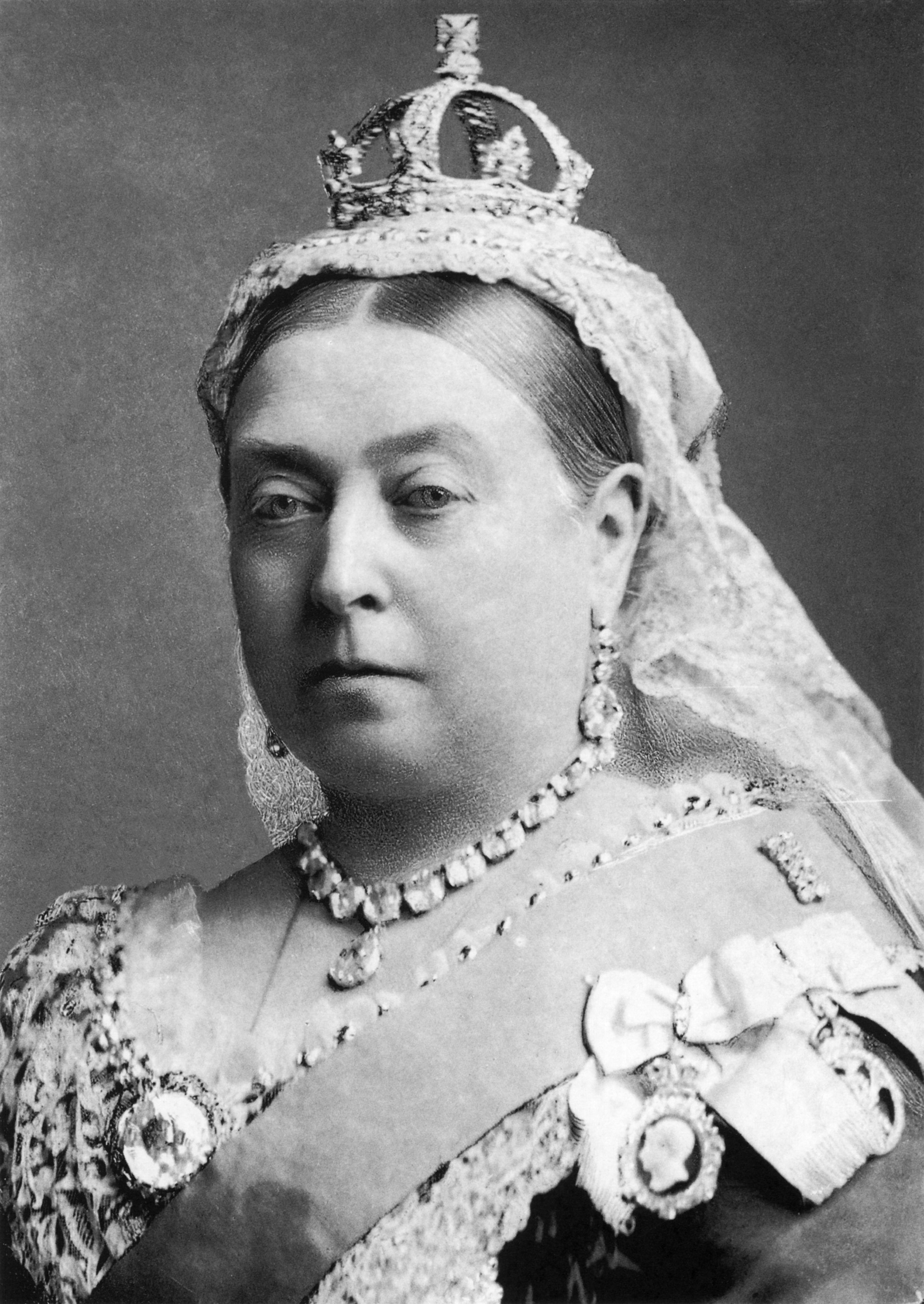
Královna Viktorie
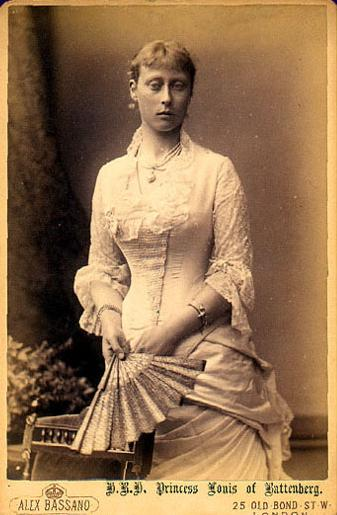
Victoria Hesse, 1863